# ナイトライン
『ナイトライン』（Nightline）は、アメリカ合衆国のABCニュースが放送する報道番組。放送時間は平日深夜の0:35pm - 1:05am(東部標準時/太平洋標準時)

## 第1期（テッド･コッペルの時代）
番組は1979年イラン米大使館占拠事件の際、毎晩11時頃に放送していた番組（The Iran Crisis - America Held Hostage）が基礎となり発足した。当時『ABCワールド・ニュース・トゥナイト』のアンカーだったフランク・レイノルズ（Frank Reynolds）がアンカーを務め、のちにアメリカ国務省の番記者として活躍したテッド・コッペル（Ted Koppel）が代役を務める。そのときの手腕を買われて「ナイトライン」が始まった（ワシントンから放送されていたのもこのため）。毎日1テーマに絞り、主として記者リポートとゲストインタビューの2部構成で、おもに金曜日は全編ドキュメントを放送した。
「ナイトライン」としての第1回目は占拠事件で人質の母親とイラン政府の広報官が衛星中継で対話するというもので、番組20周年のアンケートで最も印象に残った回に選ばれた。
その後「ナイトライン」は放送枠を15分から30分に拡大し、金曜にも放送。またジョン・レノン死去のニュース（20周年アンケートで2位）や、南アフリカでのタウンミーティングと、徐々に報道番組の信頼と権威を増していった。
のちにサブアンカーとしてクリス・ビューリー（Chris Bury）をはじめ、テリー・モラン（Terry Moran）らワシントン駐在の記者たちも、週2-3回のペースで登場していた。
ABCのトークショー導入の是非で、幾度か番組終了の騒動が起こったが、そのたびに継続された（最近では2002年に明るみに出た）。
イラク戦争では、当時63歳のコッペル自身が陸軍第3歩兵師団に従軍取材。戦争開始から1年経った2004年4月、イラク戦争で死亡したアメリカ兵全員の名前を読み上げるだけの番組を放送し、議論を招いた。
2005年に入り、コッペルは12月以降のABCとの契約を結ばないことを表明。同年11月22日の「モリー先生との火曜日」（A Tuesday with Morrie）を最後に、番組そしてABCを離れた（NHK-BS1では11月24日に放送）。

## 第2期（現在の陣容と構成）
2005年11月28日から3人の新アンカーによる放送となった。ABCで主に事件取材などを担当していた女性記者シンシア・マクファーデン（Cynthia McFadden）とイギリス出身のマーティン・バシール（Martin Bashir）がニューヨーク・タイムズスクエアから、ホワイトハウスのチーフ記者だったテリー・モラン（Terry Moran）がワシントンから伝える形をとる。のちにニューヨークからの放送は、2006年8月7日からABC本社スタジオに移して行なわれている。
番組構成も大きく変わり、一回の放送で2-3の話題を扱うようになった。イラク戦争に従軍した兵士やその家族を追ったWar at Homeなどのシリーズ企画、また有名人へのインタビュー企画が新設されている。
さらに毎回番組の終わりには、あるニュースから時代の流れを読み解く「サイン・オブ・ザ・タイムズ」（Sign of the Times）のコーナーがある。（Sign of the Times とは「時代の兆候・時勢」の意味。放送通訳では「時代の鏡」と訳されている。）
番組の最後には、朝のニュースショー『グッド・モーニング・アメリカ』にあわせて、"Good Night, America."という挨拶で締めくくる。

## 日本での放送、インターネットでの視聴
日本ではNHK-BS1で毎週火～金曜日の16:30頃 - 16:50(ワールドニュース アメリカ内包)に日本語通訳（主音声側がボイスオーバー）の二ヶ国語で2022年度まで放送されていた（ただし現地金曜日分の放送はない）。2023年12月のBS再編の影響で、2023年度から「ワールドニュースアメリカ」が廃止され「ワールドニュースアジア」に統合された際、当番組の放送は廃止された（月曜に放送している「ジス・ウィーク」は引き続き同時間帯に移動して放送）。
また番組ウェブサイトでは番組の一部や未放送分を動画でみられるほか、ポッドキャスティングで番組ほぼ全編の音声ファイル（MP3）と一部の動画ファイルが配信されている。また、ABCニュースのインターネット配信である「ABC NEWS LIVE」でも番組の一部もしくは全編が随時配信されている。